# Unleash-díj
Az Unleash-díj egy holland sci-fi-díj a legjobb holland science-fiction/fantasy és horrortörténetért, melyek hossza maximum 2000–6000 szó lehet. Testvérdíjak: Paul Harland-díj (12 000 szóig), Fantastels-díj (12 000 szótól).

## Története
Eredetileg évente kétszer két külön kategóriában hirdettek győztest. 2009 óta évente egy díjazott van. 2010-től a díjat Adrian Stone főtámogató után Adrian Stone-díjnak nevezik, és ezer euróval jár.

## Győztesek
| Időszak               | Kategória:Fantasy/SF         | Kategória: Horror  |
| --------------------- | ---------------------------- | ------------------ |
| 2006 ősz              | Alex de Jong; Sven de Keyser | Anko van der Woude |
| 2007 tavasz           | Harald Timmer                | Saskia Appel       |
| 2006/2007 összesített | Sven de Keyser               | Saskia Appel       |
| 2007 ősz              | Django Mathijsen             | Fred Rabouw        |
| 2008 tavasz           | Django Mathijsen             | Jean-Paul Colin    |
| 2007/2008 összesített | Django Mathijsen             | Jean-Paul Colin    |

|      | Összesített       |
| ---- | ----------------- |
| 2009 | Pieter Koolwijk   |
| 2010 | Anaïd Haen        |
| 2011 | Patrick Brannigan |
| 2012 | Django Mathijsen  |